# Muge
Muge – wieś w Portugalii w regionie Alentejo, w dystrykcie Santarém, w gminie Salvaterra de Magos. Według Narodowego Instytutu Statystycznego Portugalii, 2011 roku miejscowość liczyła 1270 mieszkańców.
Miejscowość Muge w latach 1304–1837 stanowiło siedzibę dystryktu; obecnie wchodzi w skład dystryktu Santarém. Patronem miejscowości jest Maria z Nazaretu (port: Nossa Senhora da Conceição).